# Phanacis
Phanacis is een geslacht van vliesvleugelige insecten van de familie Echte galwespen (Cynipidae).

## Soorten
- P. carthami Gussakovsky, 1933
- P. caulicola (Hedicke, 1939)
- P. centaureae Forster, 1860
- P. crassinervis Dyakonchuk, 1980
- P. culmicola Dyakonchuk, 1981
- P. hypochoeridis

Biggenkruidgalwesp (Kieffer, 1887)
- P. lucidulus Dyakonchuk, 1980
- P. orientalis Dyakonchuk, 1981
- P. parvulus Dyakonchuk, 1980
- P. phlomidis Belizin, 1959
- P. rufiscapus (Giraud, 1859)
- P. stepicola Dyakonchuk, 1981
- P. taraxaci

Paardenbloemgalwesp (Ashmead, 1897)
- P. varians Dyakonchuk, 1980
- P. zwolferi Nieves-Aldrey, 1995